# Charlotte Link
Charlotte Link (* 5. října 1963, Frankfurt nad Mohanem) je německá spisovatelka.

## Biografie
Je dcerou právníka a německé spisovatelky, novinářky Almuth Link. Po maturitě se rozhodla ke studiu práv, avšak studium nedokončila, neboť se rozhodla neodmítnout smlouvu s nakladatelstvím Bertelsmann-Verlag na tři svoje knihy.
Její o 16 měsíců mladší sestra Franziska zemřela v únoru roku 2012 po šesti letech nemoci na rakovinu. Svoji sestře také posléze Charlotte zasvětila knihu s názvem Sechs Jahre: Der Abschied von meiner Schwester.

### České překlady
- Ctitel (orig. Der Verehrer: Roman). 1. vyd. Praha: Ikar, 2016. 302 S. Překlad: Libuše Staňková
- V údolí lišek (orig. Im Tal des Fuchses). 1.vyd. Praha: Ikar, 2014. 341 S. Překlad: Dagmar Hoangová
- Zapomenuté dítě (orig. Andere Kind). 1. vyd. Praha: Ikar, 2013. Překlad: Hana Krejčí
- Šmírák (orig. Beobachter). 1. vyd. Praha: Ikar, 2013. 397 S. Překlad: Dagmar Hoangová
- Hřích andělů: román (orig. Die Sünde der Engel). 1. vyd. Olomouc: Fontána, 2012. 216 S. Překlad: Ivana Kraus
- Podvod: román (orig. Täuschung). 1. vyd. Olomouc: Fontána, 2010. 351 S. Překlad: Magdalena Stříbrná
- Bouřlivý čas: román (orig. Sturmzeit). 1. vyd. Olomouc: Fontána, 2008. 363 S. Překlad: Magda Mühlenkampová
- Divoké lupiny: román (orig. Wilde Lupinen). 1. vyd. Olomouc: Fontána, 2008. 461 S. Překlad: Magda Mühlenkampová
- Hodina dědiců: román (orig. Stunde der Erben). 1.vyd. Olomouc: Fontána, 2008. 379 S. Překlad: Magda Mühlenkampová
- Ozvěna viny: román (orig. Echo der Schuld). 1. vyd. Olomouc: Fontána, 2008. 386 S. Překlad: Ivana Kraus
- Hvězdy Marmalonu: román (orig. Sterne von Marmalon). 1. vyd. Olomouc: Fontána, 2007. 415 S. Překlad: Magda Mühlenkampová
- Dům sester: román (orig. Haus der Schwestern). 1. vyd. Olomouc: Fontána, 2007. 501 S. Překlad: Miroslav Hubáček
- Na konci mlčení: román (orig. Am Ende des Schweigenes). 1. vyd. Olomouc: Fontána, 2007. 415 S. Překlad: Ivana Vízdalová
- Zakázané cesty: román (orig. Verbotene Wege). 1. vyd. Olomouc: Fontána, 2007. 360 S. Překlad: Martina Šimanová
- Krásná Helena: román (orig. Die schöne Helena). 1. vyd. V Olomouci: Fontána, 2005. 320 S.
- Pěstitelka růží: román (orig. Die Rosenzüchterin). 1. vyd. Olomouc: Fontána, 2005. 422 S.
- Temné tajemství rodu Černínů. 1. vyd. V Olomouci: Fontána, 2004. 406 S.
- Hra se stíny (orig. Schattenspiel). 1. vyd. Praha: Melantrich, 1993. 388 S. Překlad: Ivana Vízdalová
- Hra stínů: román (orig. Schattenspiel). 1. vyd. Olomouc: Fontána, c2010. 435 S. Překlad: Ivana Vízdalová